# Leimen (Pfalz)

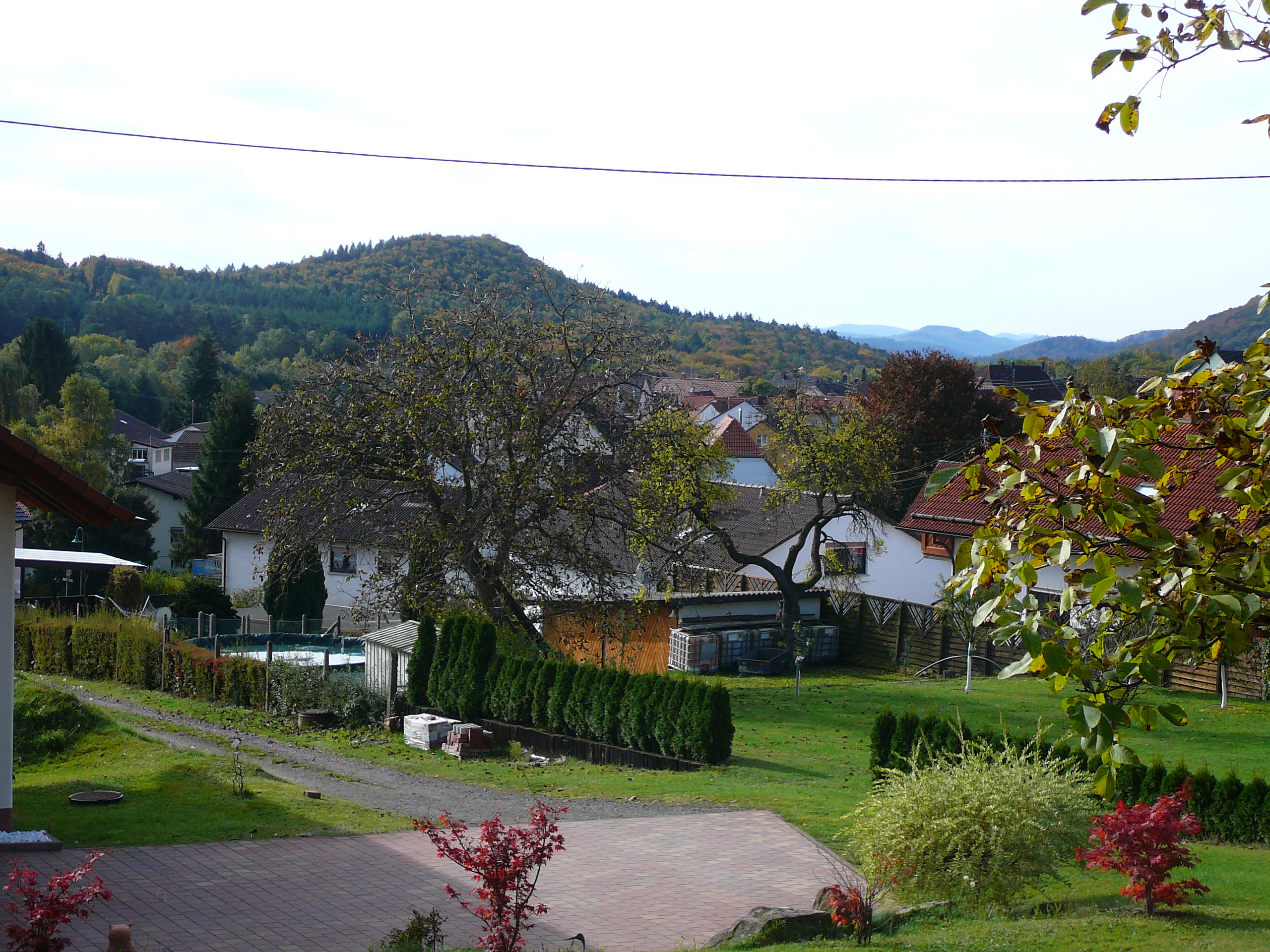
Ortsbild von Leimen mit Kippkopf im Hintergrund

Leimen (ⓘ) ist eine Ortsgemeinde im Landkreis Südwestpfalz in Rheinland-Pfalz. Sie gehört der Verbandsgemeinde Rodalben an, innerhalb derer sie gemessen an der Fläche die zweitgrößte, gemessen an der Einwohnerzahl jedoch die kleinste Ortsgemeinde darstellt. Leimen ist ein staatlich anerkannter Erholungsort.

## Geographie

### Lage
Leimen liegt im Gräfensteiner Land, einem Teilbereich des Pfälzerwaldes. 91,5 Prozent der Gemarkungsfläche sind bewaldet. Im Südwesten befindet sich Merzalben, im Nordosten Johanniskreuz. Die nächste größere Stadt ist das südwestlich gelegene Pirmasens. Die Gemeinde Leimen liegt 459 Meter über dem Meeresspiegel und ist damit der höchstgelegene Erholungsort in der Pfalz. Südlich des Siedlungsgebiets befindet sich das Schamborner Tal. Zu Leimen gehören zusätzlich der Weiler Röderhof sowie der Wohnplatz Forsthaus Leimen. Nachbargemeinden sind – im Uhrzeigersinn – Heltersberg, Trippstadt, Wilgartswiesen, Merzalben und Clausen.

### Erhebungen
Unmittelbar nördlich des Siedlungsgebiets erstreckt sich das 473 Meter hohe Behängtköpfel; nordwestlich von ihm befindet sich der 451 Meter hohe Kemmeterberg. Im Westen der Gemarkung erhebt sich der Schmale Kopf (499,2 m ü. NHN) und im Süden der 522,3 Meter hohe Kippkopf. Im äußersten Nordosten der Gemarkung liegen der Kirchberg, das Ramscheleck, das 595,6 Meter hohe Badischköpfchen, der Heltersberg (etwa 595 m) und der Hohe Heltersberg (531,4 m). An der Gemarkungsgrenze zu Merzalben erstreckt sich außerdem der 590,8 Meter hohe Mühlenberg.

### Gewässer
Nordwestlich der Bebauung entspringt der nach Norden fließende Rauschenbach, der von links in den Schwarzbach mündet. Letzterer nimmt im Norden von links den Pferdsbach, der die Nordgrenze zwischen Leimen und Trippstadt bildet. Letztere Funktion wird unmittelbar im Anschluss vom Schwarzbach übernommen, der danach zusätzlich die Grenze zu Heltersberg bildet. Unmittelbar am Gemarkungsdreieck besagter Kommunen durchfließt er den Schwarzbachtalweiher; in diesem Bereich mündet von links das Hölzenklingbächel; kurze Zeit später nimmt er – jeweils ebenfalls von links – den Ramschelbach und das Schleifenbächel auf. Östlich des Leimener Siedlungsgebiets entspringt die nach Südwesten verlaufende Merzalbe, die nach einigen Kilometern die Grenze zu Merzalben bildet.

### Klima
Der Jahresniederschlag beträgt 1071 mm.

## Geschichte
Ein nahe dem Röderhof gelegenes Keltengrab lässt darauf schließen, dass das Gebiet im Bereich des heutigen Leimen ursprünglich von Kelten bewohnt wurde. Es ist davon auszugehen, dass der Ort Leimen schon vor der Herrschaft Gräfenstein existierte. Die erste urkundliche Erwähnung von Leimen erfolgte am 27. Mai 1152, als Papst Eugen III. den Abt Wolfram und die Kanoniker des Gotteshauses St. Maria zu Wadgassen in seinen Schutz nahm und ihnen alle Besitzungen bestätigte. Der in Latein gehaltene Text der Urkunde im Kartular der Abtei Wadgassen (Landeshauptarchiv Koblenz B 218 Nr. 603) lautet nach unterschiedlichen Drucken wie folgt, wobei der Druck von 1750 das Wort Leimam (Leimen) bringt, der Druck von 1850 stattdessen das Wort decimam (den Zehnten):

„In Heseningen mansum unum, et Leimam, quam habetis ab ecclesia de Herbodesheim. Sub censu septem solidorum eidem ecclesiae a vobis vestrisque successoribus annis singulis persolvendo.“

„In Hesemingen mansum unum et decimam quam habetis ab ecclesia de Herbodesheim. sub censu septem solidorum eidem ecclesie a uobis uestrisque successoribus annis singulis persoluendo.“

Nach dem älteren Druck hatte die Abtei Wadgassen Leimen vom Kloster Herbitzheim gegen einen erblichen Jahreszins von sieben Solidi erworben. Damit gehört Leimen trotz der Abgeschiedenheit seiner geographischen Lage zu den bereits im 12. Jahrhundert urkundlich erwähnten Siedlungen im Westrich. Über den Zeitpunkt der Gründung oder des Erwerbs durch das Kloster Herbitzheim fehlen Nachrichten. Wahrscheinlich ist, dass der Ort als Außenhof des Klosters Herbitzheim auf einer relativ fruchtbaren, da lehmreichen Hochfläche gegründet wurde. Leimen gehörte zum Bliesgau und zum Bistum Metz.
Leimen gehörte mit der Herrschaft Gräfenstein von 1560 bis Ende des 18. Jahrhunderts zur Markgrafschaft Baden. Mit dem Dreißigjährigen Krieg kam großes Leid und Elend über die Gegend. Leimen war fast ausgestorben. 1653 waren drei Bürger hier wohnhaft. Die alte Kirche war zerfallen. Erst im Jahr 1700 wurde sie einer gründlichen Reparatur unterzogen.
Von 1798 bis 1814, als die Pfalz Teil der Französischen Republik (bis 1804) und anschließend Teil des Napoleonischen Kaiserreichs war, war Laimen – so die damalige Schreibweise – in den Kanton Waldfischbach eingegliedert und unterstand der Mairie Merzalben. 1815 hatte der Ort 340 Einwohner. im selben Jahr wurde der Ort zunächst Österreich zugeschlagen. Ein Jahr später wechselte der Ort in das Königreich Bayern. Von 1818 bis 1862 war der Ort Bestandteil des Landkommissariat Pirmasens, das anschließend in ein Bezirksamt umgewandelt wurde.
1939 wurde Leimen in den Landkreis Pirmasens (ab 1997 Landkreis Südwestpfalz) eingegliedert. Nach dem Zweiten Weltkrieg wurde die Gemeinde innerhalb der französischen Besatzungszone Teil des damals neu gebildeten Landes Rheinland-Pfalz. Im Jahr 1970 wurde die Gemeinde zum „staatlich anerkannten Erholungsort“ ernannt. Im Zuge der ersten rheinland-pfälzischen Verwaltungsreform wurde sie 1972 der neugeschaffenen Verbandsgemeinde Rodalben zugeordnet.

## Religion

### Geschichte
Bereits im Mittelalter war eine seit Jahrhunderten existierende Kirche Symbol des Ortes. Man vermutet die Bauzeit um 1350. Im Jahre 1413 trug die Kapelle das Patrozinium „Unserer lieben Frau“. Dies geht aus einer Urkunde vom 8. Juli 1413 hervor.

„Bürgermeister und Rat der Stadt Annweiler beurkunden, dass vor ihnen in Gerichtsweise Claus Zolner und seine Hausfrau Demut, Bürgerin zu Annweiler, den Brudermeistern Unserer Lieben Frauen zu Leymen für 24 Pfennige eine jährliche Martinigült von einem Simmern Öl verschrieben und nachstehende Liegenschaften zum Unterpfande gesetzt haben.“

Gesiegelt haben Dieze Lauwer sowie der Bürgermeister und der Rat zu Annweiler.

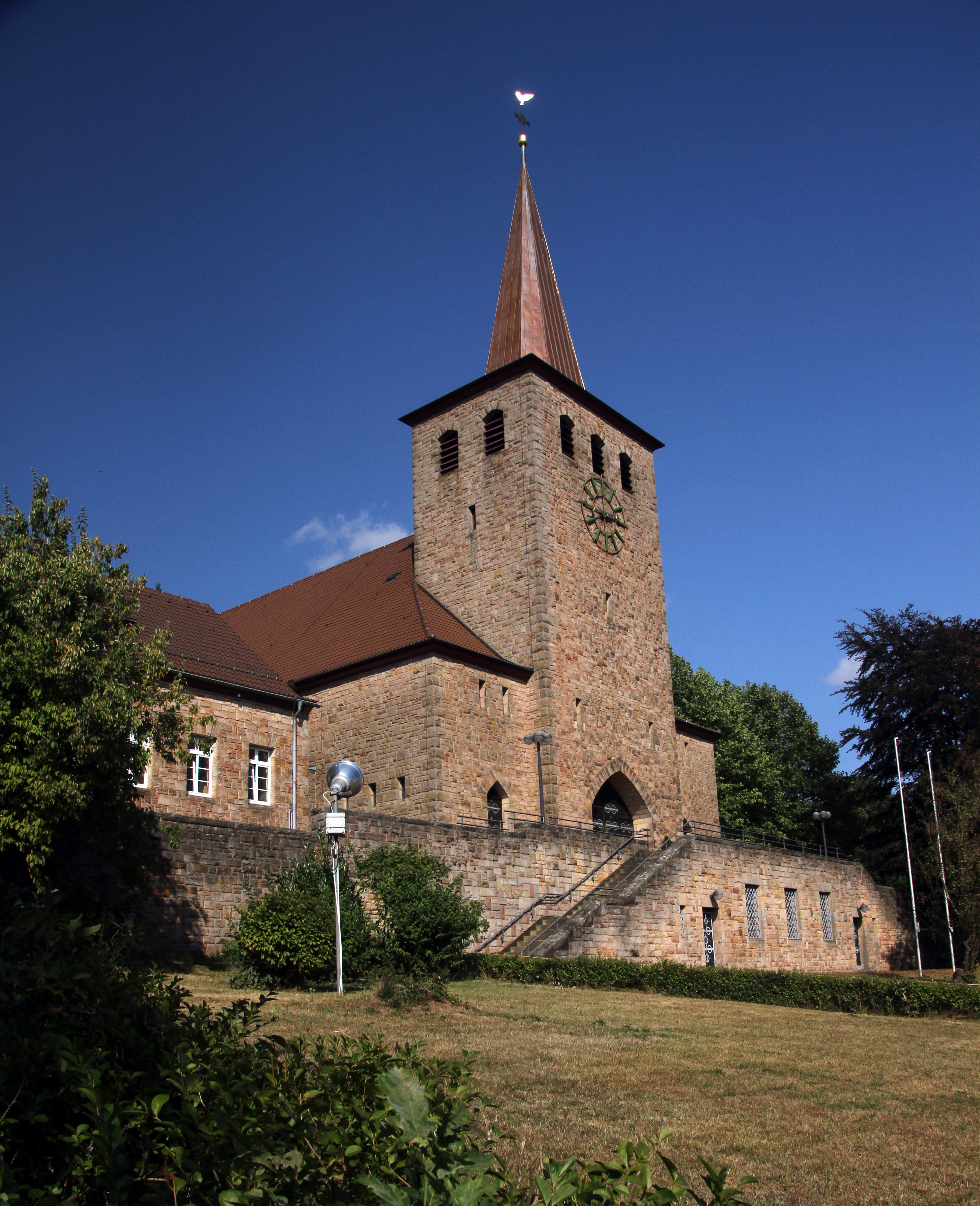
Katholische Pfarrkirche St. Katharina

Die Kirche befand sich am Eingang des Ortes. Alten Überlieferungen zufolge wurde die Kapelle von Wallfahrern aus nah und fern besucht. Jedoch steht nirgends geschrieben, dass es sich um eine Wallfahrtskapelle handelte. Im Jahre 1467 wird zum ersten Mal ein Pfarrer Clingeler in Leimen erwähnt: „Peter Clingeler Pfarrer an der Liebfrauenkirche zu Leymen“. Leimen wurde später dem Bistum Speyer zugeteilt. Das Jahr 1723 brachte die Abtrennung der Dörfer Leimen und Merzalben von der bisherigen Mutterkirche Rodalben. Im Jahr 1782 war Grundsteinlegung einer neuen Kirche mitten im Dorf. Es dauerte bis ins Jahr 1864, bis Leimen zur eigenständigen Pfarrei erklärt wurde.
Der letzte Expositus – das heißt ein vom Pfarrort Merzalben „hinausgesetzter“ Kaplan – Josef Ulrich wurde der erste eigene Pfarrer von Leimen. Das Dorf zählte zu dieser Zeit 547 Seelen. Die Kirche in der Ortsmitte, erbaut im Jahr 1782, diente der Gemeinde 150 Jahre lang als Gotteshaus, bis im Jahr 1932 das dritte Gotteshaus erbaut und eingeweiht wurde. Die heutige katholische Kirche zur Hl. Katharina von Alexandrien hat damit die alte Kirche aus dem Jahr 1350 als Symbol der Gemeinde abgelöst.

### Konfessionsstatistik
Ende 2014 waren 65,2 % der Einwohner katholisch und 15,8 % evangelisch. Die übrige 19,0 % gehörten einer anderen Glaubensgemeinschaft an oder waren konfessionslos. Mit Stand 31. Dezember 2024 sind 50,8 % der Einwohner katholisch und 14,8 % evangelisch. Die übrige 34,4 % gehörten einer anderen Glaubensgemeinschaft an oder waren konfessionslos.

## Politik

### Gemeinderat
Der Gemeinderat in Leimen besteht aus zwölf Ratsmitgliedern, die bei der Kommunalwahl am 9. Juni 2024 in einer personalisierten Verhältniswahl gewählt wurden, und dem ehrenamtlichen Ortsbürgermeister als Vorsitzendem.
Die Sitzverteilung im Gemeinderat:
| Wahl | CDU               | FWG               | Gesamt   |
| ---- | ----------------- | ----------------- | -------- |
| 2024 | 7                 | 5                 | 12 Sitze |
| 2019 | 4                 | 8                 | 12 Sitze |
| 2014 | 8                 | 4                 | 12 Sitze |
| 2009 | 13                | 3                 | 16 Sitze |
| 2004 | per Mehrheitswahl | per Mehrheitswahl | 16 Sitze |

- Freie Wählergemeinschaft Gräfenstein e. V.

### Bürgermeister
Alexander Frey (FWG) wurde 2014 Ortsbürgermeister von Leimen. Bei der Direktwahl am 26. Mai 2019 wurde er mit einem Stimmenanteil von 78,63 % für weitere fünf Jahre in seinem Amt bestätigt. Bei der Direktwahl am 9. Juni 2024 setzte er sich mit 52,1 % gegen einen Mitbewerber durch.
Freys Vorgänger war Klaus Gütermann (CDU).

### Wappen
| Wappen von Leimen | Blasonierung: „In Gold ein roter Schrägbalken, belegt mit einem goldenen Krummstab, beseitet von je einem halben gebrochenen roten Rad, beide schräglinks belegt mit einem blauen Schwert, das von dem roten Schrägbalken überdeckt wird.“ |
| Wappen von Leimen | Wappenbegründung: Es wurde 1961 vom Mainzer Innenministerium genehmigt und erinnert mit dem roten Schrägbalken an die ehemalige Zugehörigkeit zu Baden.                                                                                    |

## Kultur und Sehenswürdigkeiten

### Bauwerke
Kulturdenkmäler

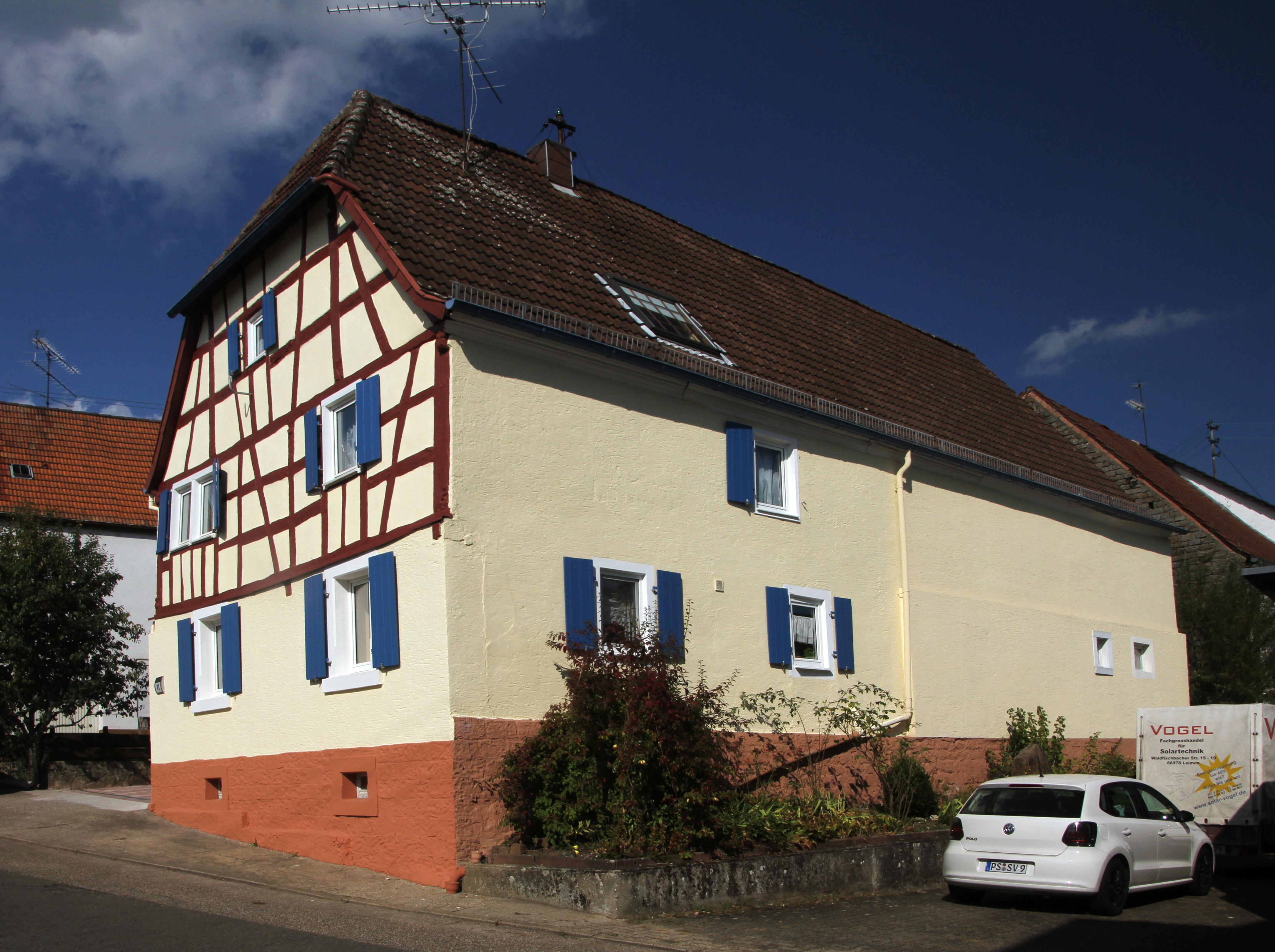
Denkmalgeschütztes Quereinhaus

Zu den Kulturdenkmälern gehört der in kurzer Entfernung zum Siedlungsgebiet befindliche Fritz-Claus-Stein; dabei handelt es sich um ein Denkmal zu Ehren von Fritz Claus, der oft als „Sänger des Pfälzerwaldes“ bezeichnet wird.
sonstige Bauwerke
Seit Juli 2019 steht am Ortseingang – von Merzalben kommend – ein neues Wahrzeichen. Es ist eine drei Meter hohe und fünf Meter breite Bank.

### Vereine
Der größte Verein im Ort ist der TuS Leimen, daneben gibt es noch einen Obst- und Gartenbauverein, einen Männergesangverein, den katholischen Kirchenchor, einen Karnevalverein, eine Ortsgruppe des Pfälzerwald-Vereins und einen Heimatverein.

### Rittersteine
Auf Gemarkung der Gemeinde stehen zahlreiche Rittersteine. Ritterstein 61 trägt die Bezeichnung Schanze 1794 100 Schr. und verweist auf eine Schanze aus der Zeit der Koalitionskriege.

## Wirtschaft und Infrastruktur

### Wirtschaft
Vom Ende des 19. Jahrhunderts bis zum Anfang der 2000er Jahre wurde Leimen durch eine mehr oder weniger florierende Schuhindustrie geprägt. Nach dem Zweiten Weltkrieg waren in vier produzierenden Betrieben über 400 Menschen beschäftigt. Dies endete vor allem wegen des internationalen Konkurrenzdrucks. Heute künden nur noch leerstehende Fabrikgebäude vom einstigen Glanz der Schuhherstellung.
Forstwirtschaftliche Aktivitäten bilden auch heute noch einen anderen bemerkenswerten Zweig unternehmerischen Handelns im Ort.
Nach dem Zweiten Weltkrieg wurde der Ort Bestandteil der inzwischen aufgelösten Pirmasens Military Community. Die Gemeinde war Sitz der Raiffeisenbank Leimen eG, die 2000 sowie einer weiteren Fusion in der Folgezeit in der VR-Bank Südwestpfalz Pirmasens-Zweibrücken aufging.
Zahlreiche Neubauten von Ein- und Mehrfamilienhäusern in der letzten Zeit belegen die Beliebtheit des Erholungsortes.

### Verkehr
Durch den Ort führt die Landesstraße 496. Die Kreisstraße 32 verbindet ihn mit Waldfischbach-Burgalben. Von letzterer zweigt die Kreisstraße 33 ab, die der Anbindung des Röderhofes dient. Über die Autobahnen A 62 im Westen und die A 6 im Norden besteht Anschluss an den Fernverkehr.

### Bildung
In Leimen gibt es einen Kindergarten. Die Grundschule ist außer Betrieb. 

### Tourismus
Durch Leimen verlaufen der mit einem weißen Kreuz markierte Fernwanderweg Nahegau-Wasgau-Vogesen und der mit einem roten Balken gekennzeichnete Fernwanderweg Donnersberg–Donon. Der mit einem gelben Balken versehene Wanderweg verbindet die Gemeinde mit Contwig sowie Germersheim und ein solcher, der mit einem blauen Punkt gekennzeichnet ist, mit Hauptstuhl.

## Persönlichkeiten

### Ehrenbürger
- Karl Rösel († 2024), Bürgermeister, ernannt 2018

### Söhne und Töchter der Gemeinde
- Hans-Jürgen Kaiser (* 1959), Organist
- Sarah Traubel (* 1986), Opern- und Konzertsängerin der Stimmlage Sopran

### Personen, die vor Ort gewirkt haben
- Wilhelm Kollmar (1871–1948), Bildhauer und Keramiker, schuf 1906 in Leimen den Fritz-Claus-Stein.
- Paul Thalheimer (1884–1948), Maler und Grafiker, war 1932 für die Chorausmalung und die Kirchenfenster in der örtlichen katholischen Kirche zuständig.
- Markus Zwick (* 1977), amtierender Oberbürgermeister von Pirmasens, wuchs als Sohn eines Försters im Ort auf.